# Агафон (папа)
св.Агафон (лат. Agatho; 574 чи 577 ? — 10 січня 681) — сімдесят дев'ятий папа Римський (27 червня 678—10 січня 681), за походженням грек, народився на Сицилії у заможній родині. Під час його понтифікату відбувся Третій Константинопольський собор (680—681), на якому було покінчено з єресю монофелітів. Вважається, що він першим проголосив папську присягу під час обрання папою.
Шанується як святий католицькою і православною церквою. День пам'яті католиків - 10 січня, православних - 20 лютого.

## Життєпис
Син заможних греків став монахом в монастирі в Палермо. Вправлявся в мовчанні та приборкуванні гніву. Став аббатом свого монастиря, потім - скарбником Римської церкви. 
5 березня 676 року був призначений кардиналом.
Згідно достовірних джерел став Папою у віці більше 100 років.

## Понтификат
Домігся того, щоб церкви Равенни та Мілану визнали свою залежність від Риму. Також домовився з Костянтином IV,  щоб він зменшив або навіть скасував податки, які нововисвячені папи мали сплачувати до імперської скарбниці.
Скликаний Агафоном 680 року Латеранський собор засудив монофелітство. Агафон прагнув до посилення впливу папства в Британії. Відновив на кафедрі Вільфрида Йоркського, незаконно усунутого кентерберійським архієпископом; відрядив до Британії архікантора Іоанна поширювати римський обряд літургії.
За нього було скликано візантійським імператором Костянтином IV Шостий Вселенський собор, на якому було засуджено вчення монофелітів та були піддані анафемі лідер монофелітів антіохійський патріарх Макарій, а також покійні константинопольські патріархи Сергій I, Пірр, Павло, Петро й папа Гонорій I. Собор засудив доктрину монофелітства як єресь і проголосив, що так само, як Христос мав дві природи, так само в Ньому були дві волі, одна божественна і одна людська, причому людська воля була підпорядкована божественній.Собор визнав Рим догматичним главою християнського світу. Агафон помер перш ніж постанови Собору були доставлені в Рим.